# خالد دوهام الجواري

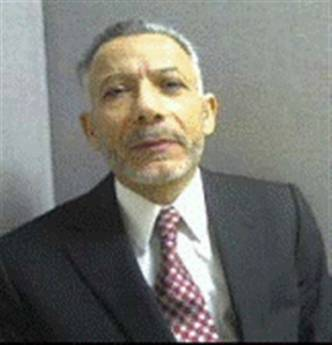
خالد الجواري (صورة من قبل إنفاذ الهجرة والجمارك في الولايات المتحدة).

خالد دوهام الجواري (مواليد 1945) المعروف أيضا باسم أبو وليد العراقي هو إرهابي مدان. هو مواطن أردني وعراقي من أصل فلسطيني خدم 16 عاما للتآمر على مهاجمة مدينة نيويورك في عام 1973 ووضع ثلاث قنابل ذاتية الصنع في سيارات لم تنفجر.

## أيلول الأسود
ربط الجواري بحملة تفجير إلكتروني قامت بها الجماعة المسلحة أيلول الأسود استهدفت زعماء العالم خلال السبعينيات وهجوم فاشل في عام 1979. كما اتهم بالتورط في تفجير رحلة طيران تي دبليو إيه 1974.

## مؤامرة وضع القنابل في مدينة نيويورك
في عام 1973 صنع الجواري متفجرات قوية وتركها في ثلاث سيارات تأجير بالقرب من الأهداف الإسرائيلية في جميع أنحاء مدينة نيويورك. استهدف مصرفين إسرائيليين في الجادة الخامسة ومحطة الشحن إل عال في مطار جون إف كينيدي الدولي. كان من المقرر أن تحدث الانفجارات يوم 4 مارس لتتزامن مع زيارة رئيسة الوزراء الإسرائيلي جولدا مائير. فشلت القنابل في الانفجار لكن البناء والمواد المستخدمة سمحت لمكتب التحقيقات الفدرالي بربط المتفجرات برسالة قنابل أيلول الأسود وإلى الجواري. طابق المحققون 60 بصمة من الأدلة مع الجواري.

## محاولة الاغتيال 1980
في 25 أكتوبر 1980 أطلق مهاجم مجهول صاروخا على سيارة أبو وليد العراقي أثناء وجوده في بيروت بلبنان. على الرغم من أن اثنين من المساعدين تعرضا لإصابات إلا أن أبو وليد نجا من الهجوم دون أن يصاب بأذى. اتهمت صوت فلسطين وهي محطة إذاعية تدعمها منظمة التحرير الفلسطينية الموساد بأنه من قام بالهجوم. أشار التقرير الإذاعي نفسه إلى أنه كان رئيسا للفرع التقني التابع لمنظمة الأمن الموحد حيث عمل بشكل وثيق مع صلاح خلف أو أبو إياد لسنوات عديدة.

## القبض عليه والإفراج عنه
في يناير 1991 توجه من العراق لحضور جنازة أبو إياد في تونس. اعتقل في طريقه إلى روما لاستخدام جواز سفر أردني مزور. بعد بضعة أشهر سلمته السلطات الإيطالية لمكتب التحقيقات الفدرالي الذي قدم الجواري للمحاكمة في بروكلين. في عام 1993 حكم عليه بالسجن لمدة 30 عاما.
في عام 2000 ادعى الجواري في بيان محلف لمسؤولي الهجرة الأمريكيين أنه عضو في منظمة التحرير الفلسطينية وحركة حماس.
أطلق سراح الجواري في 19 فبراير 2009 بعد أن أمضى 16 عاما من فترة سجنه وسلم إلى مسؤولي الهجرة الأمريكيين في انتظار الترحيل. في 26 فبراير اصطحب الجواري من الولايات المتحدة ووصل إلى السودان في 3 مارس بعد أن حرم من اللجوء في الأردن والجزائر.